# فرودگاه شهری پلاشس
 فرودگاه شهری پلاشس (به انگلیسی: Palacios Municipal Airport) یک فرودگاه همگانی با کد یاتا GLE است که یک باند فرود آسفالت دارد و طول باند آن ۱۵۲۴ متر است. این فرودگاه در شهر پالاسیس، تگزاس کشور ایالات متحده آمریکا قرار دارد و در ارتفاع ۴٫۳ متری از سطح دریا واقع شده است.